# Holy Trinity Church (Stratford-upon-Avon)

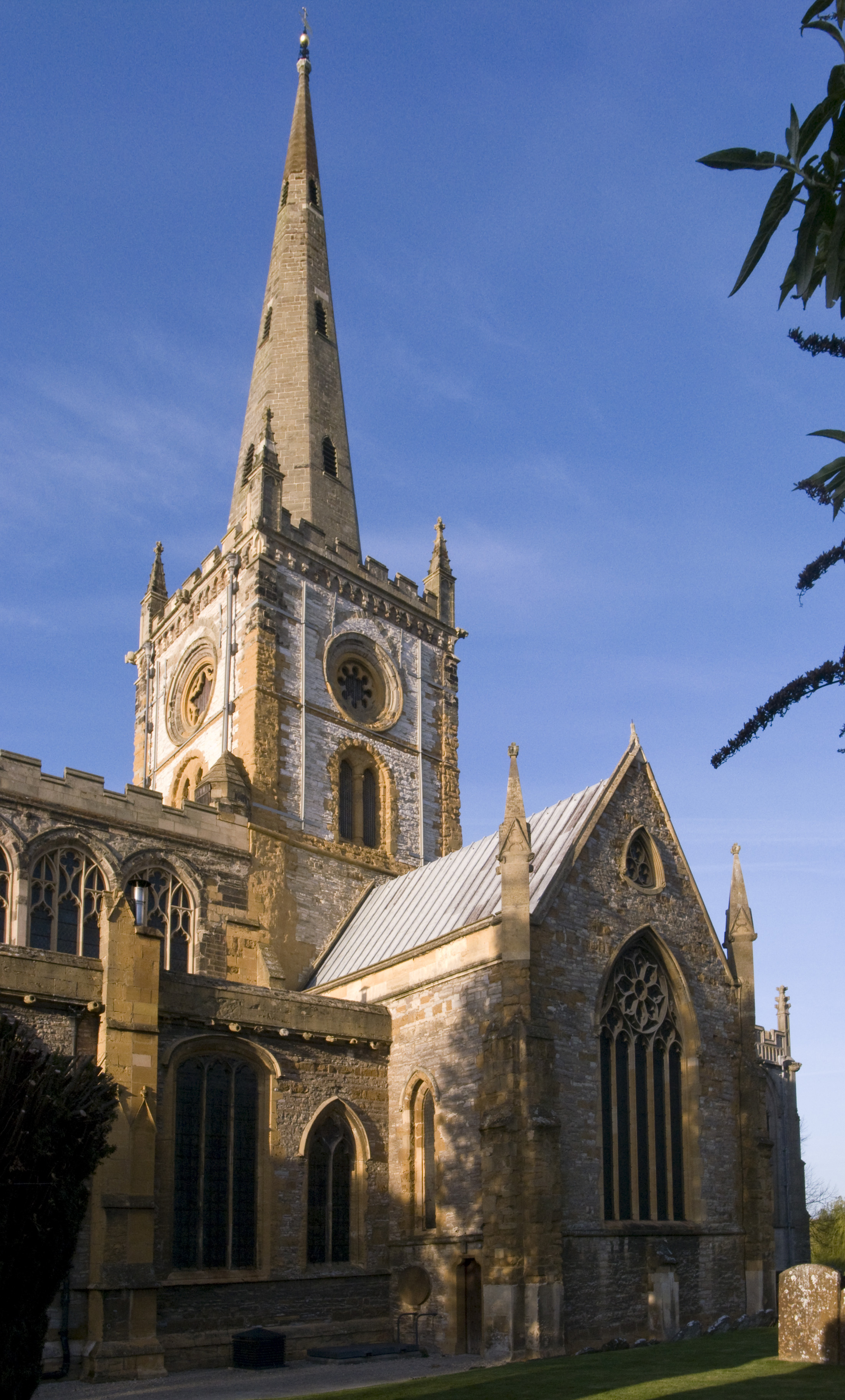
De Holy Trinity Church

De collegiale Church of the Holy and Undivided Trinity (Heilige Drie-eenheid) is een anglicaanse parochiekerk in Stratford-upon-Avon. Zij is vaak gewoon bekend als de kerk van Shakespeare omdat deze laatste daar gedoopt en begraven werd. Meer dan 200.000 toeristen bezoeken de kerk elk jaar.

## Geschiedenis
Het huidige gebouw dateert uit 1210 en is gebouwd op de plaats van een Saksisch klooster. Het is het oudste gebouw van Stratford en het is opvallend gelegen aan de oever van de Avon. Lange tijd was het de meest bezochte parochiekerk van Engeland.
De gebeeldhouwde scènes van het leven van Jezus rond het graf van Balsall werden, net als de meeste afbeeldingen van Christus, verminkt tijdens de Reformatie. Bekende 'overlevers' zijn een opmerkelijk gezicht onder de luifel van een zitbank aan de epistelkant van het altaar en een aantal prachtige middeleeuwse brandglasramen. De stenen altaartafel die dateert van voor de reformatie en die in de victoriaanse tijd verborgen werd onder de vloer, is nu opnieuw in gebruik als hoogaltaar.

## De kerk en Shakespeare
Shakespeare werd gedoopt in de kerk op 26 april 1564 en werd er begraven op 25 april 1616. De kerk bezit nog steeds het oorspronkelijke Elizabethaanse register met de vermelding van zijn doop en begrafenis, hoewel het wordt bewaard door de Shakespeare Birthplace Trust.
Hij is begraven in het prachtige 15e-eeuwse koor gebouwd door Thomas Balsall, decaan van de collegiale kerk, die er ook werd begraven in 1491.
Shakespeares grafmonument is geplaatst tegen een muur naast zijn graf.
Er wordt gezegd dat Shakespeares lichaam 7 m diep is begraven om diefstal te voorkomen. Op een erg afgesleten steen boven het graf staat zijn grafschrift met een waarschuwing om de beenderen van de bard niet te verplaatsen of te beroeren:
"Blest be the man who spares these stones
And cursed be he who moves my bones"
- Gemeinsame Normdatei: 1047897644
- Library of Congress Control Number: no2004098845
- MusicBrainz: d01f62a3-1659-47ed-8035-2e9a0116ace2
- Nationale Bibliotheek van Israël: 987007603840405171
- Virtual International Authority File: 315685815